# Fabián Marzuca
Fabián Ignacio Marzuca Pérez (3 de junio de 1991) es un entrenador de fútbol chileno. Actualmente dirige a San Antonio Unido de la Segunda División de Chile.
Fabián Marzuca es reconocido por convertirse en uno de los entrenadores más jóvenes del fútbol chileno, además de ser uno de los fundadores del Club de Deportes Recoleta, que actualmente milita en la Primera B de Chile.  

## Inicios
Marzuca nació y se crio en la comuna de Recoleta, en la zona norte de Santiago. Hijo de una madre profesora de matemáticas y un padre comerciante de frutas y hortalizas, y con pasado como futbolista semiprofesional. Además, tiene una hermana.  
Tras estudiar en el Colegio Rafael Sanhueza Lizardi de Patronato, ingresó a la Universidad Andrés Bello para cursar la carrera de educación física, titulándose en 2012. Al mismo tiempo, cursó la carrera de entrenador de fútbol en el INAF, logrando su título en 2013.

## Trayectoria

#### Deportes Recoleta
Su carrera profesional inició en 2013, cuando escuchó que el alcalde de la comuna de Recoleta, Daniel Jadue, quería crear un club para competir en la Tercera División B, además de promover el deporte en la comuna. Tras reunirse, le fue encomendada la misión de fundar el club desde sus cimientos, teniendo que cumplir las funciones de entrenador del equipo, como también de administrador, encargándose de la operación diaria, la relación con posibles auspiciadores y autoridades, además de la identidad y cultura del club, entre otros. Así, gracias a su trabajo y al de otros dirigentes posteriormente, fue cofundador del Club de Deportes Recoleta.  
En lo deportivo, Marzuca tuvo un exitoso paso por el club, logrando buenos resultados y consiguiendo ascensos. En 2015 fue campeón del torneo de Tercera División B, ascendiendo a la Tercera División A con un 90,4% de rendimiento. En 2016, tras una campaña histórica, logra el ascenso a la Segunda División Profesional, llevando al club al profesionalismo por primera y única vez en su historia. Entre 2017 y 2019, consiguió ubicar al equipo en zona de liguilla de promoción, pero sin poder lograr el ascenso a la Primera B.  
A fines de 2019, dejó su cargo como entrenador del primer equipo. 

#### Santiago Morning
En octubre del 2020, es anunciado como nuevo director técnico de Santiago Morning, con el objetivo de alejar al equipo de la zona de descenso y mantenerse en la categoría. En su primer torneo, logró el objetivo y terminó el campeonato en la decimosegunda posición. Luego, en 2021, lideró al equipo microbusero para finalizar en el tercer puesto de la temporada regular. Así, consiguió la clasificación a la liguilla de promoción para ascender a la Primera División. Tras caer en semifinales contra Deportes Temuco, terminó la temporada sin chances de ascender a la máxima categoría del fútbol chileno, pero con un 57% de rendimiento, el mejor del club en la era de la Sociedad Anónima. Tras esta exitosa temporada, permaneció en el club para el campeonato de 2022, aunque dejó su cargo en agosto de ese año.  

#### Deportes Santa Cruz
El día 24 de noviembre de 2022, es anunciado como director técnico de Deportes Santa Cruz de la Primera B de Chile, con el objetivo de dirigir al equipo en la temporada 2023. Su paso por el club tuvo altibajos y dejó su cargo en junio de 2023 con un 38,8% de rendimiento.

#### San Antonio Unido
Luego de sonar como una de las opciones en clubes como Deportes La Serena y Universidad de Concepción, el 28 de marzo de 2024 asume con director técnico de San Antonio Unido, de la Segunda División Profesional.  

#### Otras experiencias
En el receso de 2014 mientras era entrenador de Deportes Recoleta, Marzuca viajó a Europa para complementar su formación y sumar experiencia. Fue en este viaje donde realizó una pasantía en el Olympique de Marsella, que en ese momento entrenaba Marcelo Bielsa. Allí realizó trabajos de análisis táctico de los rivales, colaborando con el trabajo de Bielsa.  
También ha visitado a distintos entrenadores de élite, entre ellos, Manuel Pellegrini mientras entrenaba al Hebei China Fortune  y a Jorge Sampaoli cuando dirigía al Sevilla FC, ambos en 2017.  

## Estilo de entrenador
Durante su trayectoria profesional, Marzuca se ha presentado como un entrenador de perfil ofensivo, buscando que sus equipos asuman el protagonismo desde la posesión del balón y el juego posicional, utilizando mayormente los sistemas 4-2-3-1 y 4-1-4-1.   
Sin embargo, es el propio Marzuca quien ha sostenido que su filosofía como entrenador no se reduce a un estilo, sino que al concepto de “adaptabilidad”, considerando tres condiciones: los jugadores que tenga a disposición, la cultura del club y el contexto de la liga y competencia que disputa. En esta línea, por ejemplo, en su paso por Santiago Morning inició en 2020 con un estilo de juego más cauto, priorizando la organización defensiva y el fútbol directo, con el objetivo de no descender de categoría; en 2021, modificó el estilo a uno más ofensivo y cercano al juego de posesión, logrando clasificar a la liguilla de promoción para el ascenso. Y recientemente, dirigiendo San Antonio Unido, ha sido consistente con la idea del juego posicional y el control del juego desde la posesión, sin embargo, incluso en un mismo partido ha cambiado el estilo a uno más cauto, físico y de contención según el contexto. 

## Clubes como entrenador
Actualizado hasta el último partido dirigido el 20 de octubre de 2024.
| Club                | País  | Año       | PJ  | PG  | PE | PP | GF  | GC  | GD   | Rendimiento |
| ------------------- | ----- | --------- | --- | --- | -- | -- | --- | --- | ---- | ----------- |
| Deportes Recoleta   | Chile | 2014-2019 | 144 | 79  | 18 | 47 | 305 | 186 | +119 | 59.03%      |
| Santiago Morning    | Chile | 2020-2022 | 71  | 25  | 24 | 22 | 82  | 81  | +1   | 46.48%      |
| Deportes Santa Cruz | Chile | 2023      | 17  | 6   | 5  | 6  | 14  | 22  | -8   | 45.09%      |
| San Antonio Unido   | Chile | 2024-Act. | 25  | 11  | 7  | 7  | 28  | 40  | -12  | 53.33%      |
| Total               | Total | Total     | 257 | 121 | 54 | 82 | 429 | 329 | +100 | 54,08%      |

## Palmarés

### Campeonatos nacionales
| Título             | Club              | País  | Año  |
| ------------------ | ----------------- | ----- | ---- |
| Tercera División B | Deportes Recoleta | Chile | 2015 |